# The Ring Thing
The Ring Thing ist ein Schweizer Spielfilm aus dem Jahr 2004. Der ohne staatliche Filmförderung produzierte Film ist eine Low-Budget-Produktion und parodiert die Herr-der-Ringe-Filmtrilogie.
Seine Uraufführung erlebte The Ring Thing am 14. Dezember 2004 im Kinozentrum der Pathé nahe Zürich. Kinostart in der Schweiz war Mitte Dezember 2004 und in Deutschland Sommer 2005.

## Handlung
Der Schweizer Bankier Fredi hat sich in die zickige Heidi verliebt. Für seinen Heiratsantrag hat Fredi einen Verlobungsring gekauft. Während er auf einer Flugzeugtoilette seinen Antrag übt, bricht auf einmal der Boden des Flugzeuges durch und Fredi stürzt mitsamt der Toilette und dem Ring auf die Erde und erwacht darauf in einer seltsamen Bergwelt. Dort wird er mit dem Hobbit Friedo verwechselt und erfährt vom alten Almgandhi, dass Lord Sauraus seinen Ring gestohlen hat, mit dessen Hilfe er die Welt mit Fondue überbacken will. Fredi und Almgandhi machen sich darauf zusammen mit dem Telehobbie Pupsi, der nymphomanen Elfe Grümpfli, dem ehemaligen Ringbesitzer Schleimli und dem Krieger Rackaroll auf den Weg, Sauraus zu besiegen. Schließlich kommt heraus, dass Pupsi in Wirklichkeit ein Bösewicht ist und die Helden an Sauraus verraten hat, da dieser ihm sagte, er sei sein Vater. Am Ende bekommt Fredi den Ring und alles nimmt ein Happy End: Grümpfli und Schleimli heiraten, Fredi überlässt die zickige Heidi seinem Erzrivalen Sauraus und lebt (vorausgesetzt, es gibt keine Fortsetzung des Films) glücklich als Friedo in der seltsamen Schweizer Bergwelt weiter.

## Produktionsnotizen
Die Aussenaufnahmen zum Film wurden von der ausführenden Produzentin Condor Films während knapp vier Wochen vorwiegend im vorderen Rheintal gedreht. Weitere Aussendrehorte waren der Caumasee nahe Flims und das Seleger Moor bei Rifferswil/ZH. Für die Burgszenen wurde in der Burg Munot in Schaffhausen gefilmt. Ursprünglich planten die Produzenten, den Darsteller des Winnetou Pierre Brice in einer Gastrolle als Indianerhäuptling im Film auftreten zu lassen. Nach Lektüre des Drehbuchs sagte Brice seine in Aussicht gestellte Mitwirkung ab. Er befürchtete, die von ihm zur Legende gemachte Filmfigur Winnetou dem Spott der jugendlichen Zuschauer aussetzen zu müssen. Die Rolle des Indianerhäuptlings wurde daraufhin ersatzlos aus dem Drehbuch gestrichen. Neu in den Film kam stattdessen eine Szene mit dem Kaiser von China.
Der Titelsong des Films „Lueg mi Aaa“ (Schweizer Dialekt für „Schau mich an“) wurde von den Geschwistern Nora Baldenweg, Diego Baldenweg und Lionel Vincent Baldenweg komponiert. Das Musikvideo zum Song wurde von der Band „The Alfornos feat Heidi P“ im Studio Bellerive mit den Originalschauspielern aufgenommen.

## Kritiken
Der Film wurde von den Filmjournalisten in der Schweiz regelrecht verrissen. Vor allem die Filmfigur Pupsi wurde stark kritisiert. Das Schweizer Nachrichtenmagazin Facts schrieb, nachdem es auf einem exklusiven Vorabscreening bestanden hatte: „Der wohl schlechteste Schweizer Film aller Zeiten!“ Ebenso ging kurz nach dem Kinostart in der Schweiz beim nationalen Filmförderer Bundesamt für Kultur (das den Film nicht unterstützt hatte) eine Rechtsklage wegen Rassismus ein. Dies weil Prinz Rackaroll im Film in einem Dialog das Wort „Mongo“ verwendete. Die Klage musste wegen Gegenstandslosigkeit fallengelassen werden.
Auf grosses Echo stiess beim jugendlichen Publikum der von den Autoren bewusst eingesetzte Gebrauch längst vergessener altmodischer Wörter aus dem Schweizer Dialekt, so beispielsweise der Ausdruck „Gorilla Blauarsch“. Nach Start der DVD-Verkäufe erlangte der Film bei Schweizer Schülern schnell Kultstatus. Viele Eltern beschwerten sich bei den Verkaufsstellen darüber, dass ihre Kinder ständig wie die Figuren im Film sprechen würden.
Die DVD-Veröffentlichung in Deutschland wurde im Gegensatz zum Kinostart mehrheitlich von sehr positiven Fachkritiken begleitet: „Fans der Peter-Jackson-Trilogie (…) werden sicherlich auf ihre Kosten kommen“, „Der mit minimalem Budget produzierte Film ist bis in die Details liebevoll gestaltet“. „Eine zum Schreien komische Schweizer Variante von Mittel-Erde, wo es von absurden Dialogen, idiotischen Figuren und hirnrissigen Wendungen nur so wimmelt“, „Hat nichts mit Schweizer Zurückhaltung zu tun“, „Eine rotzfreche Komödie, die einen Gag nach dem anderen abfeuert“.

## Ticketverkäufe
Der von der Disney-Tochterfirma Buena Vista International verliehene Film erzielte in der Schweiz innerhalb weniger Wochen über 65.000 Kinoeintritte und wurde damit der zweiterfolgreichste Kinofilm des Jahres. Ebenso war der Film über Wochen in den Schweizer DVD-Charts unter den Top-20 zu finden.

## World Sales
The Ring Thing wurde von Senator Film für eine Auswertung in Deutschland/Österreich noch vor dem Kinostart in der Schweiz erworben und aufwändig synchronisiert. Ebenso tauchten Schwarzkopien des Filmes auf DVD in unterschiedlichen Ländern des ehemaligen Ostblocks auf.